# Aberdeen Football Club 1990-1991
Questa voce raccoglie le informazioni riguardanti l'Aberdeen Football Club nelle competizioni ufficiali della stagione 1990-1991.

## Stagione
Nel corso del campionato l'Aberdeen lottò per il titolo contro i Rangers: rimasti sulla scia degli avversari per buona parte del campionato, i Dons inanellarono una serie di undici risultati utili consecutivi che permise loro di raggiungere la vetta al penultimo turno e con uno scontro diretto ancora da disputare, conclusosi infine con una sconfitta per 2-0 che ricacciò l'Aberdeen indietro al secondo posto.
I Dons difesero la Scottish Cup per una sola gara, dove vennero eliminati dal Motherwell, mentre in coppa di Lega si fermarono fino alla semifinali contro i Rangers. In Coppa delle Coppe l'Aberdeen venne eliminato agli ottavi di finale dal Legia Varsavia che riuscì a prevalere con una rete segnata a cinque minuti dalla fine della gara di ritorno.

## Maglie e sponsor
Lo sponsor tecnico per la stagione 1990-1991 è Umbro, mentre lo sponsor ufficiale è JVC.
| Manica sinistra · Maglietta · Maglietta · Manica destra · Pantaloncini · Calzettoni |

## Rosa
| N. |                        | Ruolo | Calciatore       |
| -- | ---------------------- | ----- | ---------------- |
|    | Galles (bandiera)      | P     | Andy Dibble      |
|    | Paesi Bassi (bandiera) | P     | Theo Snelders    |
|    | Scozia (bandiera)      | P     | Michael Watt     |
|    | Scozia (bandiera)      | D     | Brian Irvine     |
|    | Scozia (bandiera)      | D     | Stewart McKimmie |
|    | Scozia (bandiera)      | D     | Alex McLeish     |
|    | Scozia (bandiera)      | D     | Willie Miller    |
|    | Scozia (bandiera)      | D     | David Robertson  |
|    | Scozia (bandiera)      | D     | Ian Robertson    |
|    | Scozia (bandiera)      | D     | Gregg Watson     |
|    | Scozia (bandiera)      | D     | Stephen Wright   |

| N. |                        | Ruolo | Calciatore         |
| -- | ---------------------- | ----- | ------------------ |
|    | Scozia (bandiera)      | C     | Jim Bett           |
|    | Scozia (bandiera)      | C     | Ian Cameron        |
|    | Scozia (bandiera)      | C     | Bobby Connor       |
|    | Scozia (bandiera)      | C     | Lee Gardner        |
|    | Scozia (bandiera)      | C     | Brian Grant        |
|    | Scozia (bandiera)      | C     | Eoin Jess          |
|    | Inghilterra (bandiera) | C     | Paul Mason         |
|    | Scozia (bandiera)      | C     | Craig Robertson    |
|    | Scozia (bandiera)      | A     | Scott Booth        |
|    | Paesi Bassi (bandiera) | A     | Hans Gillhaus      |
|    | Paesi Bassi (bandiera) | A     | Willem van der Ark |

## Risultati

### Coppa delle Coppe
| Arbitro: | Ştreng |

|  |           |                             |
|  | Marcatori | 62’ Paul Mason 81’ Gillhaus |

| Arbitro: | Ritchie |

|                                     |           |  |
| Robertson 13’ Gillahus 33’ Jess 67’ | Marcatori |  |

| Aberdeen 24 ottobre 1990 Ottavi di finale - Andata | Aberdeen | 0 – 0 referto | Legia Varsavia | Pittodrie Stadium (15 946 spett.)\| Arbitro: \| Silva \| |
| Arbitro:                                           | Silva    |               |                |                                                          |

| Arbitro: | Leif Sundell |

|              |           |  |
| Iwanicki 85’ | Marcatori |  |